# HUR Trafik

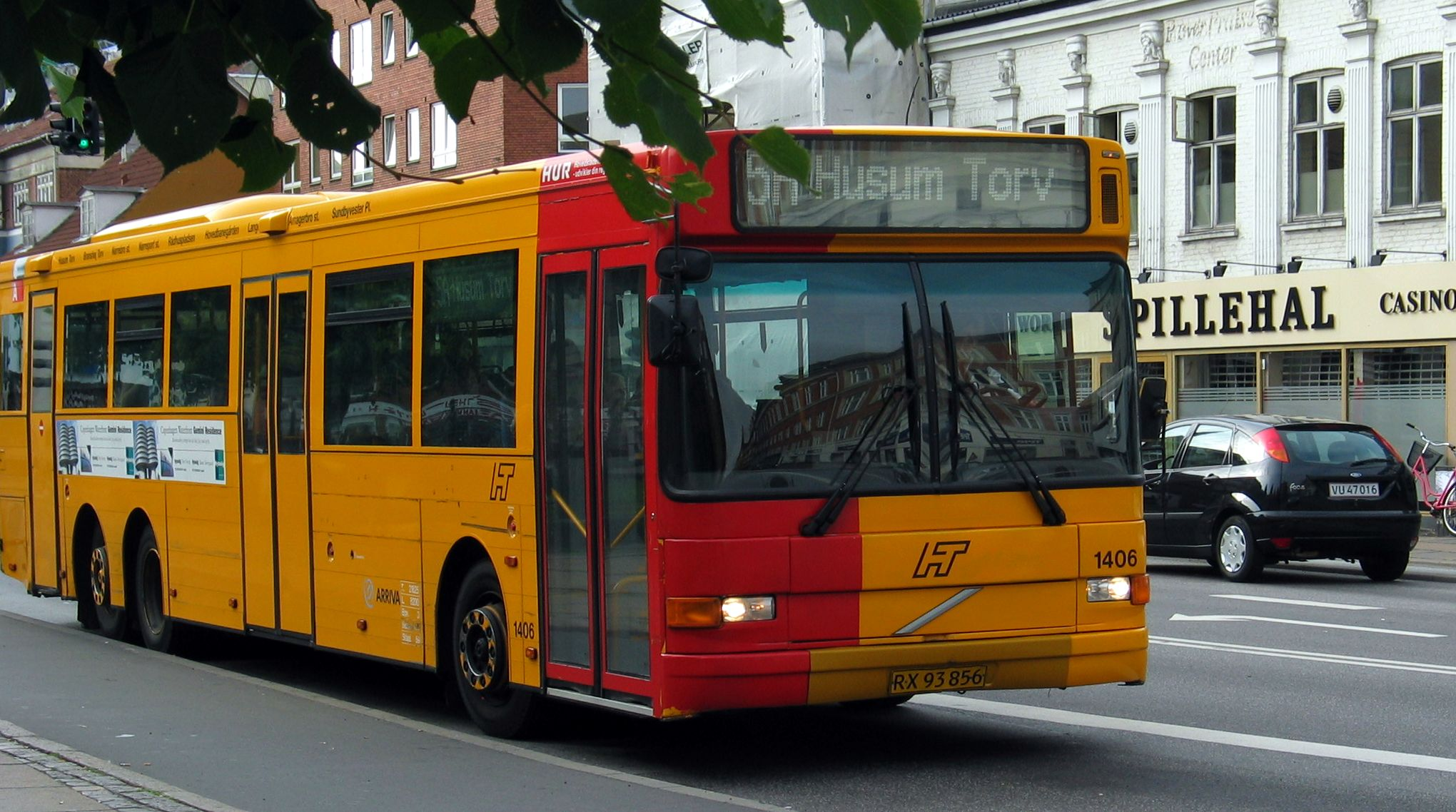
HT-buss

HUR Trafik (HUR Trafikutvalg) var en division av utvecklingsrådet HUR i Köpenhamn. HUR Trafik organiserade mellan 2001 och 2006 kollektivtrafiken i Köpenhamnsområdet.
Tidigare organiserades kollektivtrafiken av HT (förkortning för Hovedstadsområdets Trafikselskab) från 1973. HT bildades efter att flera lokaltrafikföretag, inklusive Københavns Sporveje (KS) med ansvar för stadstrafiken, slagits samman. Efter 2000 kunde HT utläsas som en akronym för HUR Trafik.
Från 1 januari 2007 har HUR-trafiken fusionerat med de andra lokaltrafikbolagen på Själland och tillsammans bildade de trafikbolaget Movia.